# Augustyn Łukosz
Augustyn Łukosz (17. srpna 1884, Stonava – 27. října 1940, Mauthausen) byl aktivista polské menšiny v Československu, poslanec Slezského parlamentu (Sejm Śląski), zakladatel a předseda Polské sociálnědemokratické strany Haliče a Těšínského Slezska (Polska Partia Socjalno-Demokratyczna Galicji i Śląska Cieszyńskiego).

## Život
Po základní škole pracoval jako horník v Karviné, později jako železničář na funkci výhybkáře v Loukách nad Olší.
Od raného mládí se angažoval v dělnickém hnutí, stal se členem Polské sociálnědemokratické strany Haliče a Těšínského Slezska, později byl členem Polské socialistické strany (Polska Partia Socjalistyczna (PPS)). Po rozdělení Těšínského Slezska zůstal v Československé republice a přispěl k vzniku Polské socialistické dělnické strany (Polskiej Socjalistycznej Partii Robotniczej (PSPR)), kde vedl její frakci členů, kteří nesouhlasili se spoluprací s komunisty. Přispíval do stranického časopisu Robotnik Śląski. Byl spoluzakladatel Polského dělnického osvětově-gymnastického spolku (Polskiego Stowarzyszenia Robotniczego Oświatowo-Gimnastycznego) pod názvem Siła (Síla) v Českém Těšíně, který se spojil s československým oddílem.
V roce 1934 byl vyloučen z PSPR kvůli rozdílným ideovým názorům s vedením strany. Na rozdíl od vedení strany se snažil o spolupráci s československou sociální demokracií.
V roce 1935 založil Polskou sociálně demokratickou stranu (Polska Partia Socjaldemokratyczna), která se v roce 1937 sjednotila s lidovci a vznikla Polská lidová strana (Polska Partia Ludowa (PPL)). Od března do července 1935 redigoval stranický tisk Naprzód (Vpřed) Po připojení Zaolší k Polsku byl jmenován polským prezidentem Ignacy Mościckým poslancem Slezského parlamentu (Sejmu Śląskiego). V roce 1938 mu byl udělen Řád Polonia Restituta (Order Odrodzenia Polski) 4. třídy: důstojník. Jeho mandát skončil na podzim 1939, kdy jej nacisté internovali do koncentračního tábora ve Skrochovicích, okres Opava, po jehož likvidaci byl 16. dubna 1940 transportován do koncentračního tábora Dachau a později do Mauthausen-Gusenu, kde zemřel na vyčerpání.